# Chromit
Chromit, auch als Chromeisenstein oder Chromeisenerz bekannt, ist ein häufig vorkommendes Mineral aus der Gruppe der Spinelle innerhalb der Mineralklasse der „Oxide und Hydroxide“. Mit der Endgliedzusammensetzung Fe2+Cr2O4 ist es chemisch gesehen ein Eisen-Chrom-Oxid.
Chromit kristallisiert im kubischen Kristallsystem. Allerdings entwickelt das Mineral nur gelegentlich makroskopische, das heißt mit bloßem Auge sichtbare, Kristalle im Millimeter- bis Zentimeterbereich mit oktaedrischem Habitus oder kubische Kombinationen wie Würfel und Dodekaeder. Meist findet es sich in Form körniger bis massiger Mineral-Aggregate. Chromit ist im Allgemeinen undurchsichtig und von eisenschwarzer Farbe mit einem fettig wirkenden Metallglanz auf den Oberflächen. Dünne Schichten sind allerdings tiefbraun durchscheinend und auch die Strichfarbe ist braun.
Mit einer Mohshärte von 5,5, die in etwa der Härte von Fensterglas entspricht, gehört Chromit zu den mittelharten Mineralen. Er zeigt keine Spaltbarkeit, ist jedoch spröde und bricht bei Beanspruchung mit unebenen bis schwach muscheligen Flächen.

## Etymologie und Geschichte
Erstmals beschrieben wurde das Mineral 1797 durch Louis-Nicolas Vauquelin, der es zunächst als Fer chromaté aluminé bezeichnete. Seinen bis heute gültigen Namen Chromit – in Anlehnung an dessen Hauptbestandteil in der Verbindung – erhielt das Mineral erst 1845 durch Wilhelm von Haidinger.
Als Typlokalität (erster Fundort) gilt die Lagerstätte Carrade de Cavalaire in der französischen Gemeinde Cavalaire-sur-Mer (Provence-Alpes-Côte d’Azur).

## Klassifikation
Die strukturelle Klassifikation der International Mineralogical Association (IMA) zählt den Chromit zur Spinell-Supergruppe, wo er zusammen mit Cochromit, Coulsonit, Cuprospinell, Dellagiustait, Deltalumit, Franklinit, Gahnit, Galaxit, Guit, Hausmannit, Hercynit, Hetaerolith, Jakobsit, Maghemit, Magnesiochromit, Magnesiocoulsonit, Magnesioferrit, Magnetit, Manganochromit, Spinell, Thermaerogenit, Titanomaghemit, Trevorit, Vuorelainenit und Zincochromit die Spinell-Untergruppe innerhalb der Oxispinelle bildet. Ebenfalls in diese Gruppe gehören die nach 2018 beschriebenen Oxispinelle Chihmingit und Chukochenit sowie der Nichromit, dessen Name von der CNMNC der IMA noch nicht anerkannt worden ist.
Bereits in der veralteten 8. Auflage der Mineralsystematik nach Strunz gehörte der Chromit zur Mineralklasse der „Oxide und Hydroxide“ und dort zur Abteilung „Verbindungen mit M3O4- und verwandte Verbindungen“, wo er zusammen mit Magnesiochromit und Manganochromit die Gruppe der „Chrom-Spinelle“ mit der System-Nr. IV/B.01c innerhalb der Spinell-Reihe bildete. Die dort ebenfalls noch zu dieser Gruppe gezählten Chromohercynit und Picotit wurden inzwischen als chromhaltige Varietäten von Hercynit diskreditiert.
Im zuletzt 2018 überarbeiteten und aktualisierten Lapis-Mineralienverzeichnis nach Stefan Weiß, das sich aus Rücksicht auf private Sammler und institutionelle Sammlungen noch nach dieser klassischen Systematik von Karl Hugo Strunz richtet, erhielt das Mineral die System- und Mineral-Nr. IV/B.03-20. In der „Lapis-Systematik“ entspricht dies der Abteilung „Oxide mit Verhältnis Metall : Sauerstoff = 3 : 4 (Spinelltyp M3O4 und verwandte Verbindungen)“, wo Chromit zusammen mit Cochromit, Magnesiochromit, Manganochromit, Nichromit und Zincochromit die Gruppe der „Chromit-Spinelle“ bildet.
Die seit 2001 gültige und von der IMA bis 2009 aktualisierte 9. Auflage der Strunz’schen Mineralsystematik ordnet den Chromit ebenfalls in die Abteilung der Oxide mit Stoffmengenverhältnis „Metall : Sauerstoff = 3 : 4 und vergleichbare“ ein. Diese ist weiter unterteilt nach der relativen Größe der beteiligten Kationen, sodass das Mineral entsprechend seiner Zusammensetzung in der Unterabteilung „Mit ausschließlich mittelgroßen Kationen“ zu finden ist, wo es zusammen mit Brunogeierit, Cochromit, Coulsonit, Cuprospinell, Filipstadit, Franklinit, Gahnit, Galaxit, Hercynit, Jakobsit, Magnesiochromit, Magnesiocoulsonit, Magnesioferrit, Magnetit, Manganochromit, Nichromit (N), Qandilit, Spinell, Trevorit, Ulvöspinell, Vuorelainenit und Zincochromit die „Spinellgruppe“ mit der System-Nr. 4.BB.05 bildet.
Auch die vorwiegend im englischen Sprachraum gebräuchliche Systematik der Minerale nach Dana ordnet den Chromit in die Klasse der „Oxide und Hydroxide“ und dort in die Abteilung „Mehrfache Oxide“ ein. Hier ist er in der „Chrom-Untergruppe“ mit der System-Nr. 07.02.03 innerhalb der Unterabteilung „Mehrfache Oxide (A+B2+)2X4, Spinellgruppe“ zu finden.

## Chemismus
Die idealisierte (theoretische) Zusammensetzung von Chromit (Fe2+Cr2O4) besteht aus 24,95 % Eisen (Fe), 46,46 % Chrom (Cr) und 28,59 % Sauerstoff (O). Dies entspricht in der Oxidform 32,10 % FeO und 67,90 % Cr2O3 (alle Angaben in Gewichts-%).
Chromit bildet ein komplexes Mischkristallsystem mit Magnesiochromit (MgCr2O4) sowie mit Hercynit (FeAl2O4) und Magnetit (vereinfacht Fe3O4). Entsprechend kann die vereinfachte Zusammensetzung auch in der Form (Fe,Mg)(Cr,Al,Fe)2O4 ausgedrückt werden. Die in den runden Klammern angegebenen Elemente Eisen und Magnesium beziehungsweise Chrom, Aluminium und Eisen können sich dabei in der Formel jeweils gegenseitig vertreten (Substitution, Diadochie), stehen jedoch immer im selben Mengenverhältnis zu den anderen Bestandteilen des Minerals.
Bei einer Temperatur von über 950 °C können Chromit, Magnetit und Hercynit unbeschränkt Mischkristalle bilden. Während der Abkühlung entstehen zunächst Mischungslücken zwischen Hercynit und Chromit, unterhalb von 850 °C auch zwischen Chromit und Magnetit und schließlich unterhalb von 800 °C auch zwischen Hercynit und Magnetit.
Je nach Fundort können zusätzlich verschiedene Fremdbeimengungen hinzutreten. So wurden beispielsweise in Mineralproben aus dem Bushveld-Komplex in Südafrika und dem Great Dyke in Simbabwe zwischen 0,26 und 0,27 % TiO2, bis zu 0,28 % V2O3 und bis zu 0,06 % NiO nachgewiesen. Außerdem finden sich gelegentlich Beimengungen von Mangan, Zink und Titan.

## Kristallstruktur
Chromit kristallisiert kubisch in der Spinellstruktur mit der Raumgruppe Fd3m (Raumgruppen-Nr. 227), dem Gitterparameter a = 8,36 Å sowie 8 Formeleinheiten pro Elementarzelle.

## Eigenschaften
Spinelle gehören zu den hochschmelzenden Verbindungen, deren Schmelzpunkt in der Regel bei über 1700 °C liegt, allerdings liegt der Schmelzpunkt beim Chromit mit 2140 °C noch weit darüber. Das Mineral ist im Allgemeinen unmagnetisch. Aufgrund des hohen Schmelzpunktes ist Chromit vor dem Lötrohr unschmelzbar, wird jedoch durch die Erhitzung meist magnetisch. Auch bei frisch entdeckten Proben können einige Exemplare schwachen Magnetismus aufweisen. Ursache hierfür können Entmischungsreaktionen im System Chromit–Magnetit oder eine natürliche Erhitzung des Minerals beispielsweise durch metamorphe Einflüsse sein.
Chromit ist in gewöhnlichen Säuren unlöslich. Eine Strukturätzung für Gefügeschliffbilder lässt sich aber nach Vahromeev (1950) verwirklichen, indem man die Probe zunächst für 30 bis 120 Minuten in einer Lösung aus Kaliumperchlorat (KClO4) – nach Grafenauer ist Kaliumchlorat (KClO3) effektiver – und Schwefelsäure (H2SO4) kocht.

## Modifikationen und Varietäten

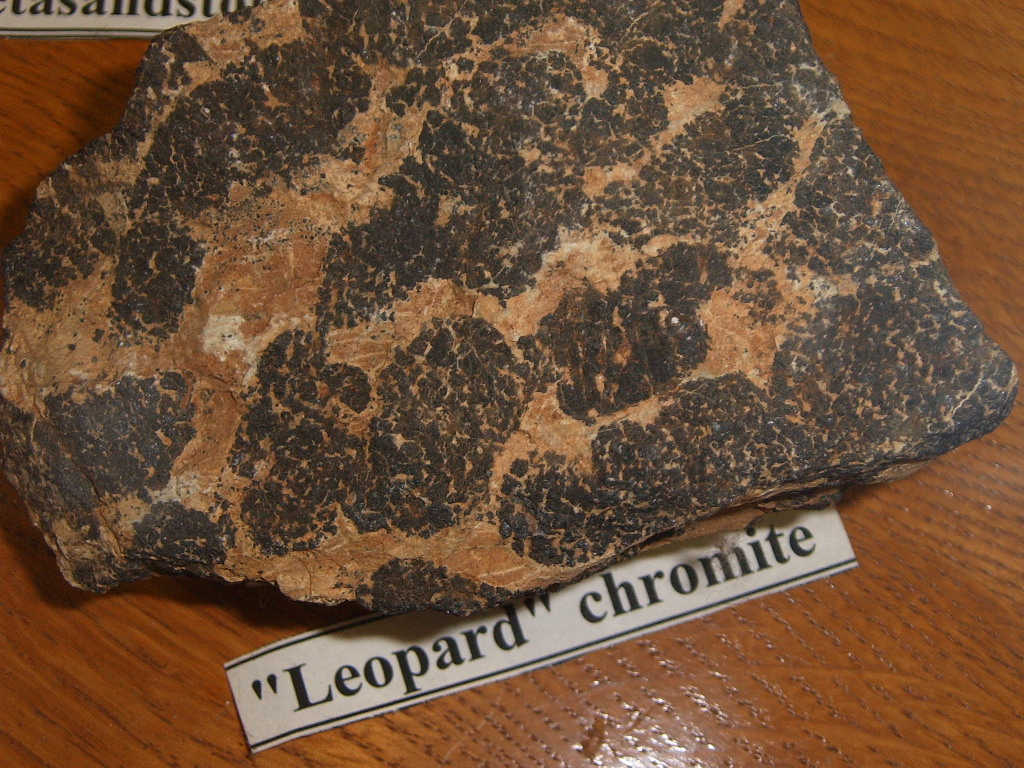
Chromit als Leopardenerz

Erich Seeliger und Arno Mücke beschrieben 1969 erstmals ein Mineral aus Ramberget auf der Insel Hestmona in der norwegischen Kommune Rødøy mit einer dem Chromit entsprechenden Zusammensetzung von (Fe,Mg,Zn)(Cr,Fe,Al)2O4, jedoch tetragonal kristallisierend und mit deutlich anisotropen Eigenschaften. Sie bezeichneten die neu entdeckte Modifikation von Chromit als Donathit nach Martin Donath (1901–1965), der die anisotropen Eigenschaften des Rambergeter Materials bereits 1931 beschrieb. Bei weiteren Untersuchungen des Typmaterials, die Eugen Libowitzky 1991 am Typmaterial von Ramberget durchführte, stellte sich heraus, dass es sich beim Donathit um eine feinlamellare Verwachsung von Chromit und Magnetit handelte. Die beschriebene, scheinbare Anisotropie ist als sogenannte Formdoppelbrechung bekannt. Bei diesem optischen Phänomen verursacht die parallele Ausrichtung der feinen Lamellen, die gleich oder kleiner der Wellenlänge des Lichts sind, die beobachtete Doppelbrechung. Aufgrund der neueren Untersuchungsergebnisse wurde Donathit als eigenständige Mineralart diskreditiert.
Als Sprenkelerz oder auch Leopardenerz wird ein Mineralgemenge aus schwarzen, rundlichen Chromitkristallen von mehreren Millimetern Größe in einer helleren Matrix aus Dunit oder Serpentinit bezeichnet, das dem Fleckenmuster eines Leoparden ähnelt.

## Bildung und Fundorte

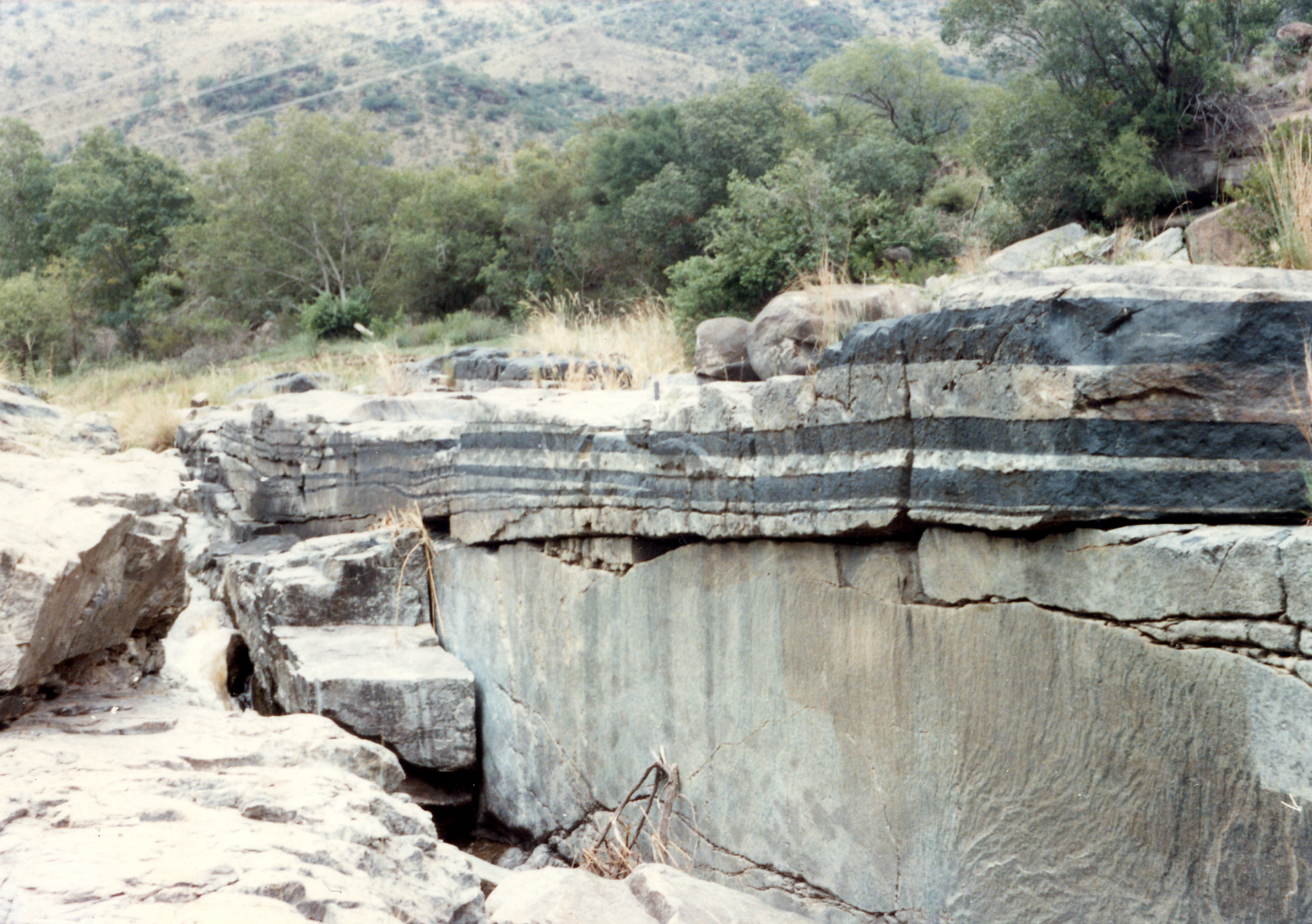
Ein Aufschluss von Chromitit-Schichten, die im östlichen Teil des Bushveld-Komplexes, südlich von Steelpoort, wirtschaftliche Bedeutung erlangt haben

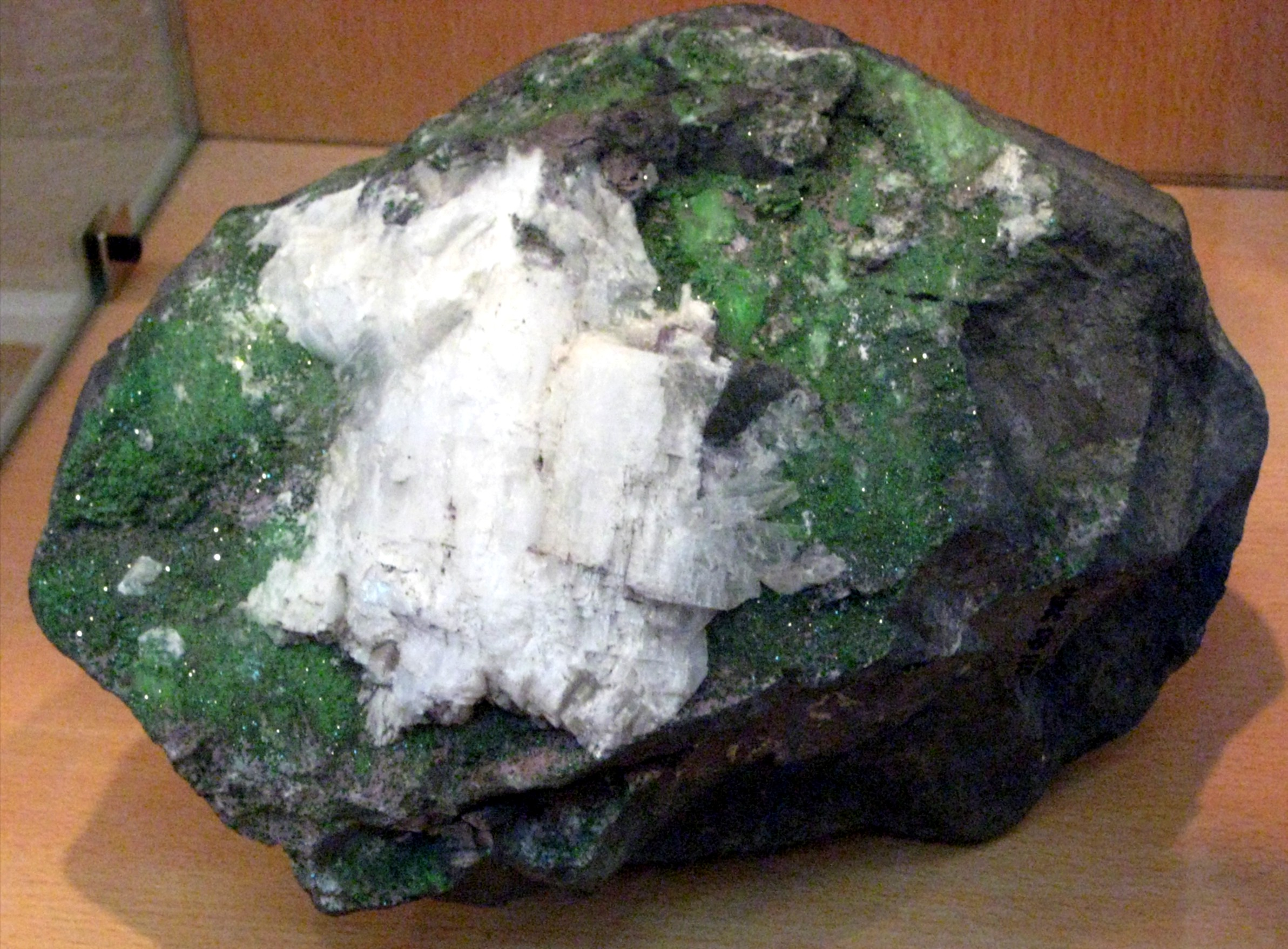
Chromit mit Calcit und Uwarowit aus der Saranowskoje-Lagerstätte bei Gornosawodsk (Perm), Russland

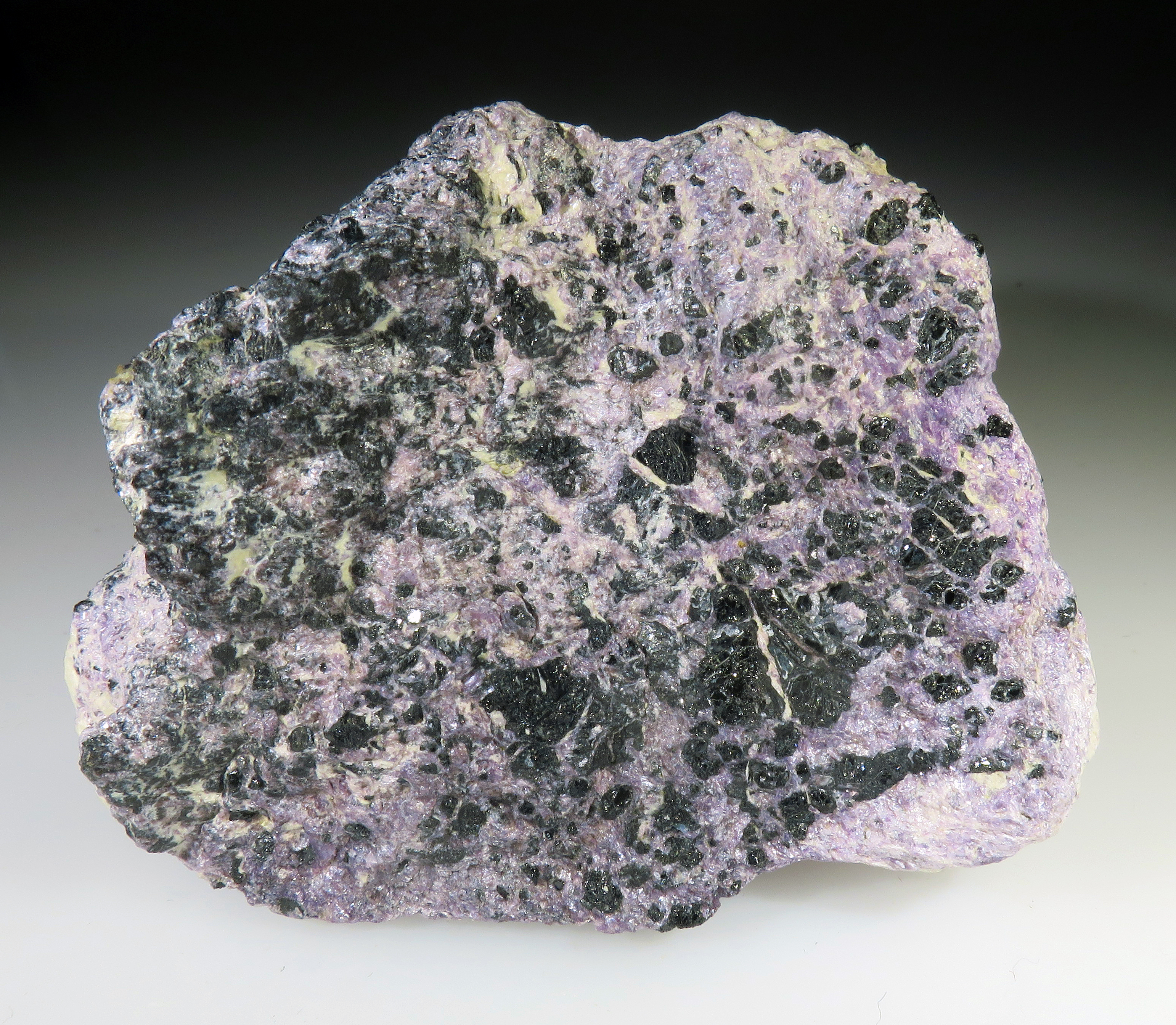
Chromit (schwarz) in chromhaltigem Klinochlor (violett) aus einem unbenannten Chromit-Prospekt, Bare Hills, Baltimore County, Maryland, USA (Größe 51 mm × 40 mm × 31 mm)

Chromit bildet sich primär in basischen bis ultrabasischen, flüssigen Magmen. Entsprechende Muttergesteine sind daher vorwiegend Peridotite und durch Metamorphose aus diesen hervorgegangene Serpentinite, seltener auch Pyroxenite und Pikrite. Aufgrund seiner vergleichsweise hohen Härte und Dichte ist es sehr verwitterungsbeständig und lagert sich daher auch in sekundären Lagerstätten wie unter anderem fluvialen Sedimenten und Seifen ab. Des Weiteren kann Chromit als Nebengemengteil in Steinmeteoriten (Silikatmeteoriten) auftreten.
Zu den bekanntesten Erzlagerstätten zählen unter anderem der Ural in Russland, Guleman (Ostanatolien) in der Türkei und vor allem der Great Dyke nahe Shurugwi (Selukwe) in Simbabwe und der Bushveld-Komplex in Südafrika. Die Weltreserven von Chromit in den südafrikanischen Ländern werden auf über 80 % geschätzt. Der Rest verteilt sich auf den Bereich der Gemeinschaft Unabhängiger Staaten (GUS) sowie auf kleinere Lagerstätten im Stillwater-Komplex des US-Bundesstaates Montana und Kemi in Finnland.
Als häufige Mineralbildung ist Chromit allerdings noch an vielen weiteren Fundorten anzutreffen. Weltweit sind bisher über 3800 Fundorte dokumentiert. An seiner Typlokalität, der Lagerstätte Carrade de Cavalaire in der französischen Gemeinde Cavalaire-sur-Mer, tritt Chromit zusammen mit Eisenknollen in Serpentinit auf. Als Begleitminerale finden sich entsprechend verschiedene Serpentine, aber je nach Fundort auch Olivine und Plagioklase sowie unter anderem die Minerale Enstatit, Ilmenit, Magnetit, Pentlandit, Pyrrhotin und Ulvöspinell.
Weitere bisher bekannte Chromit-Fundorte in Frankreich kennt man vor allem aus den Regionen Auvergne-Rhône-Alpes, Bretagne, Grand Est, Korsika, der Überseegemeinschaft Neukaledonien, Okzitanien. Daneben fand man das Mineral noch in den Meteoriten Chantonnay bei Le Blanc und Château-Renard bei Montargis in der Region Centre-Val de Loire, im Dachinkomplex (engl.: dachine complex) bei Saül im Übersee-Département Französisch-Guayana, in den Meteoriten von Le Teilleul im Département Manche und L’Aigle in der Normandie, bei Combeyrol in der Gemeinde Jumilhac le Grand sowie in den nach den Orten Saint-Séverin und Agen benannten Meteoriten in der Region Nouvelle-Aquitaine.
In Deutschland konnte Chromit unter anderem in einer Seifenlagerstätte am Sulzbach nahe Sulzburg sowie in der Grube Clara bei Oberwolfach und in den Serpentiniten bei Höfen im Ortenaukreis in Baden-Württemberg; am Großen Teichelberg in der Gemeinde Pechbrunn, in den Steinbrüchen Zeilberg bei Maroldsweisach und Heß bei Wurlitz sowie in den Basaltwerken bei Triebendorf (Wiesau) in Bayern; auf den Schlackenhalden der ehemaligen Zinkhütte Genna bei Letmathe in Nordrhein-Westfalen; im Steinbruch Caspar am Ettringer Bellerberg in Rheinland-Pfalz; im Steinbruch Scheiden in der Gemeinde Losheim am See im Saarland und bei Callenberg in Sachsen. Des Weiteren konnte Chromit als Bestandteil verschiedener Meteorite nachgewiesen werden wie beispielsweise im Eichstädt-, im Stubenberg- und Machtenstein-Meteoriten sowie in den Resten der Meteoritenfälle Mässing (1803) und Schönenberg (1846). Weitere Chromitfunde in Deutschland kennt man aus Brandenburg, Hessen, Nordrhein-Westfalen, Rheinland-Pfalz, Sachsen und Sachsen-Anhalt sowie Schleswig-Holstein.

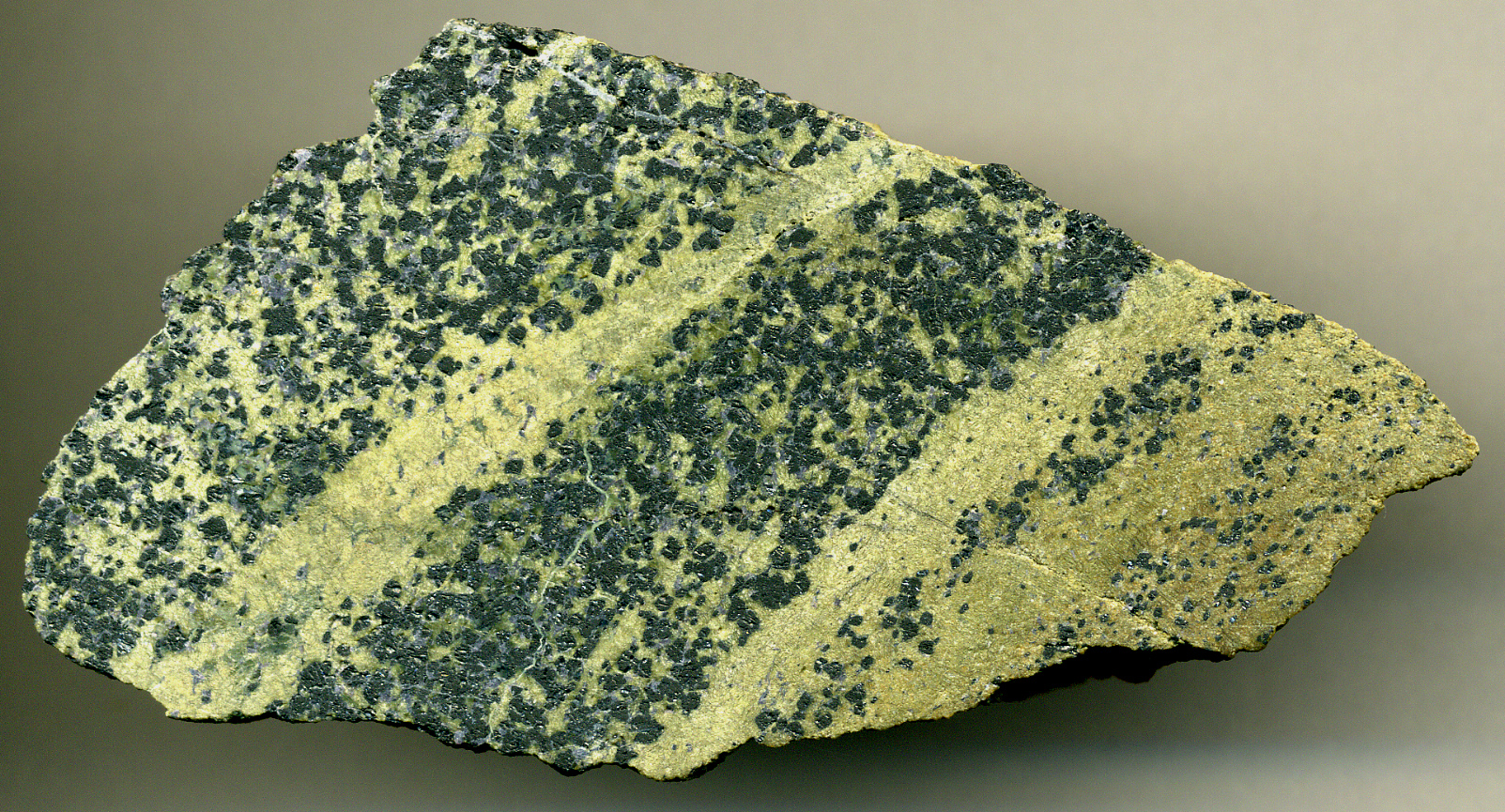
Chromitbänder in Serpentinit (Durchmesser: 7,9 cm) aus dem Kraubath-Komplex, Ostalpen, Österreich

In Österreich fand sich das Mineral in einem Serpentinit-Steinbruch bei Griesserhof, am Plankogel nahe Hüttenberg und bei Gmünd in der Reißeckgruppe in Kärnten; in einem Granulit-Steinbruch bei Meidling (Gemeinde Paudorf), in den Serpentiniten bei Wolfsbach (Gemeinde Drosendorf-Zissersdorf) und im Steinbruch Saugraben bei Wiedendorf (Straß im Straßertale) sowie im Meteoriten Lanzenkirchen bei Neustadtl an der Donau in Niederösterreich; an vielen Stellen in den Hohen Tauern (Felber-, Fuscher- und Habachtal) und den Schladminger Tauern bei Strobl am Wolfgangsee im Salzburger Land. Des Weiteren kennt man Chromit von vielen Orten in der Steiermark sowie von einigen Stellen in Nordtirol und Oberösterreich.
In der Schweiz konnte Chromit bisher nur an wenigen Stellen entdeckt werden, so unter anderem in den Meteoriten Utzenstorf nahe dem gleichnamigen Ort im Kanton Bern, Menziswyl bei Tafers und Ulmiz nahe dem gleichnamigen Ort im Kanton Freiburg sowie im Chervettaz bei Châtillens im Kanton Waadt. Daneben fand sich das Mineral noch in den karbonatreichen Tuffen bei Hofen SH im Kanton Schaffhausen, in den Serpentiniten von Cima Sgiu im Valle di Blenio, den nickelhaltigen Peridotiten im Boschettotal nahe Palagnedra und den Lherzolithen der Alpe Arami nahe Gorduno im Kanton Tessin sowie in mehreren Gruben im Val d’Anniviers im Kanton Wallis.

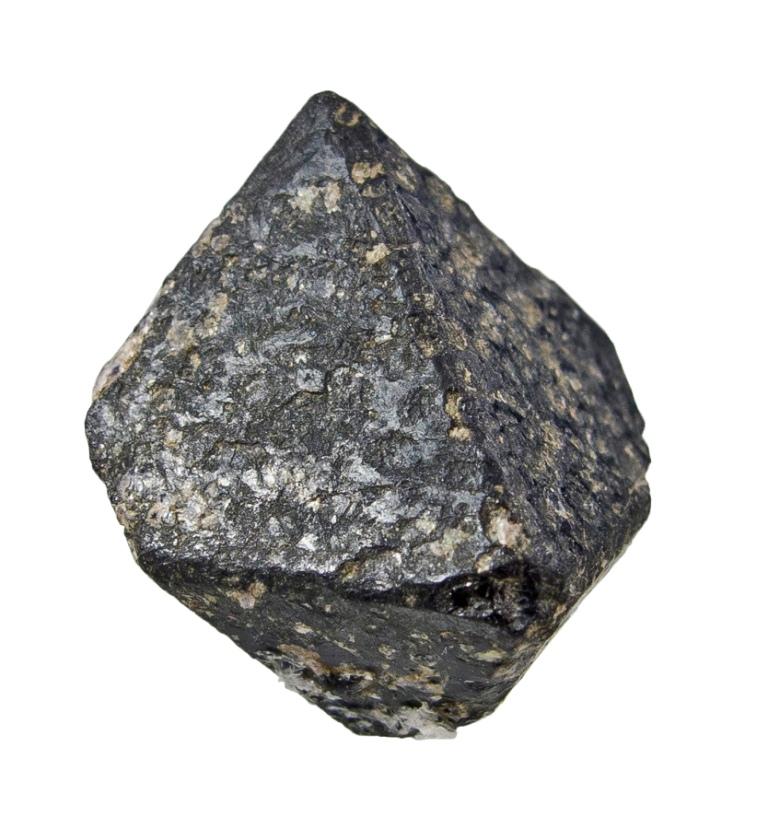
Chromitkristall aus Hangha, Distrikt Kenema, Östliche Provinz, Sierra Leone (Größe 1,8 cm × 1,7 cm × 1,2 cm)

Bekannt aufgrund außergewöhnlicher Funde von Chromitkristallen und -stufen sind zudem Ayi Damar und Uzun Damar in der Türkei, wo bis zu einem Zentimeter große Kristalle gefunden wurden. Zentimetergroße, wenn auch eher grobkristalline, Chromitkristalle wurden allerdings auch in Sierra Leone entdeckt (siehe nebenstehendes Bild).
Auch in Mineralproben des Mittelatlantischen Rückens, genauer am nordöstlichen Rand der Markov-Tiefe und im Hydrothermalfeld der transatlantischen Geotraverse (Trans-Atlantic Geotraverse hydrothermal field, TAG) sowie außerhalb der Erde auf dem Mond im Fra Mauro Krater und in den Maren Tranquillitatis und Crisium konnte Chromit gefunden werden.

## Verwendung
Mit einem Chromgehalt von bis zu 46,46 % stellt Chromit die wichtigste Quelle zur Gewinnung dieses Metalls dar. Es ist zudem das einzige Erzmineral, aus dem Chrom gewonnen wird. Sogenannte „Reicherze“ können bis zu 55 % und Konzentrate aus „Armerzen“ bis zu 50 % Cr2O3 enthalten.
Das aus dem Mineral gewonnene Chrom dient vor allem zur Herstellung von rostfreien Edelstählen und zur Veredlung von Oberflächen durch Verchromen.
Aufgrund seines hohen Schmelzpunktes dient Chromit zur Herstellung von hochfeuerfesten Chrom- und Chrom-Magnesit-Steinen.
Verschiedene Chromsalze finden als Oxidationsmittel und Gerbstoffe für Leder Verwendung. Zudem werden sie aufgrund ihrer Buntfarbigkeit bei der Produktion von Farbstoffen genutzt.